# The Carl Lewis Challenge
The Carl Lewis Challenge est un jeu vidéo de sport développé par Teque Software et édité par Psygnosis en 1992 sur Amiga, Atari ST et DOS.
Il tient son nom de l'athlète Carl Lewis.

## Développement
- Programmation : John Jarvis, Peter Jefferies, Tony Love
- Graphisme : Tony Hager
- Musique : Chris Hülsbeck

## Version
Il est sorti sur la compilation Fox Collection Vol. 3 édité par Titus Interactive avec les jeux Team Suzuki, Gods et Crazy Cars III.